# كول أوف ديوتي: وورزون
كول أوف ديوتي: وورزون (بالإنجليزية: Call of Duty: Warzone)‏ هي لعبة فيديو باتل رويال مجانية من تطوير إنفنتي وورد وريفن سوفتوير ومن نشر أكتيفجن، صدرت في 10 مارس 2020 لأجهزة مايكروسوفت ويندوز وبلاي ستيشن 4 وإكس بوكس ون. اللعبة هي جزء من لعبة كول أوف ديوتي: مودرن وورفير ولكن لا تتطلب شرائها.
تسمح اللعبة اللعب الجماعي عبر الشبكة بين 150 لاعب في مدينة فيردانسك الخيالية، وكما تحتوي اللعبة على ميزة اللعب المشترك عبر المنصات.

## وصلات خارجية
- كول أوف ديوتي: وورزون على موقع IMDb (الإنجليزية)